# Nihoa aussereri
Nihoa aussereri là một loài nhện trong họ Barychelidae. Loài này phân bố ờ Palau.